# NAP Chile
NAP Chile es un punto de interconexión de tráfico de Internet en Chile, formado por varios operadores de menor tamaño. Fue creada en 1997 y tiene el número de sistema autónomo AS 19411.

## Historia
Cuando se inician las operaciones comerciales de Internet en Chile, el intercambio de tráfico no estaba normado, por lo que los grandes operadores lo llevaban directamente a EE. UU. Para potenciar la competitividad de los pequeños operadores, en 1997 las empresas RdC, Netup, Macland, Netline y Cybercenter se organizaron en NAP Chile y así intercambiar tráfico entre ellos a muy bajo costo.
Luego en 1999, la Subtel reguló la interconexión entre operadores potenciando la interconexión local.
A la Fecha (Julio 2025) la infraestructura de NAP Chile es administrada por IFX Networks.

## Proveedores conectados
A inicios de 2017[actualizar], los proveedores conectados son:
| - Adexus - Altavoz - CMET - CTC Mundo - CyberCenter - E-Money - Global-Net | - GTD Internet - IFX Networks - IIA - Impsat - Intercity - INTERNEXA - MCI-UUNET | - NewPlanet - NETGlobalis - Orange - Terra Networks - Telefónica del Sur - Telefónica Internet Empresas - Telmex |

Está conectado a los siguientes PITs chilenos:
- Movistar
- Intercity
- Claro